# آرامگاه سیدزیبامحمد
مقبره سیدزیبامحمد مربوط به دوران‌های تاریخی پس از اسلام است و در شهرستان خرم‌آباد، بخش مرکزی، روستای زیبا محمد واقع شده و این اثر در تاریخ ۲۲ مرداد ۱۳۸۴ با شمارهٔ ثبت ۱۳۱۱۶ به‌عنوان یکی از آثار ملی ایران به ثبت رسیده‌است.